# Batak, Bulgarien
Batak (bulgariska: Батак) är en stad i Pazardzjik oblast i södra Bulgarien. Batak, som ligger vid Rodopibergens södra sluttningar, är centralort i Bataks kommun.